# فرودگاه نولتین لیک
فرودگاه نولتین لیک (به انگلیسی: Nueltin Lake Airport) یک فرودگاه خصوصی است که یک باند فرود رس و خاک لای دارد و طول باند آن ۱۴۳۳ متر است. این فرودگاه در کشور کانادا قرار دارد و در ارتفاع ۲۹۶ متری از سطح دریا واقع شده‌است.